# Asia-Afrika-Löwe
Der Asia-Afrika-Löwe ist eine Großkatzenhybride aus Asiatischem und afrikanischem Löwen. Dieser Löwenhybride ist das Ergebnis eines Zuchtprogramms in Indien mit dem Ziel, eine weitere Publikumsattraktion für den Chhatbir Zoo in Chandigarh zu schaffen und zugleich die Bestände des Asiatischen Löwen zu sichern. Seit das Programm im Jahre 2000 beendet wurde, sind jedoch keine weiteren Hybriden entstanden.
Anfang der 1980er-Jahre wurden Asiatische Löwen mit einem Paar Afrikanischer Löwen gekreuzt. Die auf diese Weise entstandenen Hybridtiere waren fortpflanzungsfähig, jedoch auch anfällig für Infektionskrankheiten und allgemein geschwächt. So waren die Hinterbeine zum Laufen nicht stark genug und es traten weitere negative Erscheinungen auf.
Dies könnte auf Postzygotische Isolationsmechanismen verweisen (was bedeuten würde, dass Asiatische und Afrikanische Löwen verschiedenen Arten angehörten und nicht Unterarten einer gemeinsamen Art sind), wahrscheinlicher ist jedoch, dass zumindest ein Teil der Probleme auf Inzuchterscheinungen durch schlechtes Zuchtmanagement bei einer kleinen Zuchtpopulation zurückzuführen ist. Das würde heißen, dass die Probleme nicht von Anfang an auftraten, sondern erst im Laufe des Zuchtprogramms. Die Gründungspopulation dieser Hybridzuchtlinie betrug nur fünf Tiere, und die Tiere wurden kräftig vermehrt und als reinrassige Asiatische Löwen innerhalb Asiens und in die USA verkauft.
Mit dem Ende des Zuchtprogramms wurden die männlichen Tiere sterilisiert. Der Asia-Afrika-Löwe soll auf natürliche Weise verschwinden, da das indische Gesetz die Tötung der Tiere verbietet. Von den ursprünglich bis zu 80 Löwen lebten 2006 noch 21 Tiere im Zoo. Hubert Lücker, Kommissarischer Geschäftsführer des Verbandes Deutscher Zoodirektoren, erklärte, dass es keine Notwendigkeit gebe, „Löwen-Unterarten miteinander zu kreuzen, nur um deren Bestände schnell hochzuziehen“.
Indische Behörden haben ein Programm zur Erhaltungszucht mit reinen Asiatischen Löwen beschlossen, das beginnen soll, nachdem die Mischlöwenpopulation im Zoo ausgestorben ist.

## Quelle
- Asia-Afrika-Löwen sollen aussterben, Spiegel Online, 18. September 2006